# Petra Hauke
Petra Hauke (* 13. November 1946 in Berlin) ist eine deutsche Bibliothekarin und Hochschullehrerin.

## Leben und Wirken
Petra Hauke absolvierte zunächst die Ausbildung für den gehobenen Bibliotheksdienst und schloss diese 1973 mit der Fachprüfung zur Diplom-Bibliothekarin ab. Von 1973 bis 1976 arbeitete sie an der Kinderbücherei des Evangelischen Zentrums Berlin, von 1976 bis 1979 in Göttingen beim Deutschen Verband Evangelischer Büchereien, von 1979 bis 1985 bei der Herold-Bibliothek in Berlin und von 1986 bis 2006 beim Archiv der Max-Planck-Gesellschaft in Berlin. Während ihrer Tätigkeit bei der Max-Planck-Gesellschaft studierte sie an der Humboldt-Universität Bibliothekswissenschaft und Kunstgeschichte und schloss dieses Studium im Jahre 2000 mit der Magisterprüfung und 2007 mit der Promotion ab.
Als Dozentin war Petra Hauke von 1998 bis 2003 Lehrbeauftragte für Bibliothekswissenschaft an der Fachhochschule Potsdam, von 2000 bis 2003 an der Fachhochschule Hannover, seit 2002 an der Humboldt-Universität und seit 2017 beim Büchereiverband Österreichs tätig. Außerdem wirkte sie in mehreren in- und ausländischen bibliothekarischen Fachgremien wie etwa der IFLA mit.
Unter ihren zahlreichen Veröffentlichungen sind bibliographische Arbeiten und Nachschlagewerke zu deutschen öffentlichen Bibliotheken hervorzuheben. Sehr eindringlich beschäftigt sie sich mit dem Thema „Nachhaltigkeit“ im Bibliotheksbereich („Green Library“). Außerdem hat sie zahlreiche fachwissenschaftliche Sammelbände herausgegeben.

## Veröffentlichungen
- (mit Eckart Henning): Bibliographie zur Medaillenkunde. Schrifttum Deutschlands und Österreichs bis 1990 (= Bibliographien zur Numismatik. Bd. 1). Bock + Herchen, Bad Honnef 1993, ISBN 3-88347-172-0.
- Bibliographie zur Geschichte der Kaiser-Wilhelm-/Max-Planck-Gesellschaft zur Förderung der Wissenschaften (1911–1994). Drei Teile (= Veröffentlichungen aus dem Archiv zur Geschichte der Max-Planck-Gesellschaft. Bd. 6,1 bis 6,3). Berlin 1994, ISBN 3-927579-06-8.
- (Red.): Spezialbibliotheken in Deutschland. Fünf Teile. Bock + Herchen, Bad Honnef 1996–2002.
- Planck-Bibliographie. Max-Planck-Gesellschaft, München 1997, DNB 952138980.
- (Bearb.): Bibliothekstaschenbuch 1999. Bock + Herchen, Bad Honnef 1998, ISBN 3-88347-198-4.
- Literatur über Max Planck. Bestandsverzeichnis anlässlich des Jubiläums 100 Jahre Quantentheorie (= Veröffentlichungen aus dem Archiv zur Geschichte der Max-Planck-Gesellschaft. Bd. 14). Berlin 2001, ISBN 3-927579-14-9.
- (Bearb.): Bibliothekskalender 2005. Bock + Herchen, Bad Honnef 2004, ISBN 3-88347-236-0.
- (Hrsg., mit Rolf Busch): "With a little help from my friends". Freundeskreise und Fördervereine für Bibliotheken. Ein Handbuch (= Beiträge zur bibliothekarischen Weiterbildung. Bd. 19). Bock + Herchen, Bad Honnef 2005, ISBN 3-88347-244-1.
- Domus sapientiae. Ein Beitrag zur Ikonologie der Bibliotheksraumgestaltung des 17./18. Jahrhunderts unter besonderer Berücksichtigung des Klosters St. Mang, Füssen (= Beiträge zur Bibliotheks- und Informationswissenschaft. Bd. 2). Bock + Herchen, Bad Honnef 2007, ISBN 3-88347-258-1 (Dissertation Humboldt-Universität Berlin).
- (Bearb.): Bibliothek compact. Bock + Herchen, Bad Honnef 2007, ISBN 3-88347-251-4.
- (mit Klaus Ulrich Werner): The second-hand library – a way of reducing the ecological footprint. In: Petra Hauke (Hrsg.): Die grüne Bibliothek. Ökologische Nachhaltigkeit in der Praxis (= IFLA publications. Bd. 161). De Gruyter Saur, Berlin 2013, ISBN 978-3-11-030972-0.
- Freundeskreise und Fördervereine – Starke Lobbyarbeit für starke Bibliotheken! In: Petra Hauke (Hrsg.): Freundeskreise und Fördervereine. Best practice in öffentlichen Bibliotheken. De Gruyter Saur, Berlin 2015, ISBN 978-3-11-042654-0, S. 27–39.
- Bibliotheken planen, bauen und ausstatten. Eine Auswahlbibliographie. In: Petra Hauke, Klaus Ulrich Werner (Hrsg.): Praxishandbuch Bibliotheksbau. Planung – Gestaltung – Betrieb. De Gruyter Saur, Berlin 2016, ISBN 978-3-11-040313-8, S. 475–508.
- Der Bibliotheksturm von St. Mang im Zeichen benediktinischer Marienverehrung. In: Alt-Füssen. Veröffentlichungen des Historischen Vereins Alt-Füssen. Jg. 2017 (2019), S. 193–206.
- Nachhaltigkeit – (k)ein Thema für Bibliotheken?! In: Bibliothek. Forschung und Praxis. Bd. 45 (2021), S. 373–393.

Festschrift
- Konrad Umlauf u. a. (Hrsg.): Strategien für die Bibliothek als Ort. Festschrift für Petra Hauke zum 70. Geburtstag. De Gruyter Saur, Berlin 2017, ISBN 978-3-11-048103-7 (Bibliographie Petra Hauke S. 467–484).